# Monald Koprski
Monald Koprski [mónald kóprski], pogosto imenovan tudi blaženi Monald Koprski (čeprav ga Rimskokatoliška cerkev ni uradno razglasila), duhovnik, redovnik, pisatelj, teolog, cerkveni pravnik in svetniški kandidat, * okoli 1208, Koper ali Piran, † 1278, Koper.
Monald Koprski je bil diplomirani pravnik - kanonist (najverjetneje je študiral v Padovi) in manjši brat od prvih začetkov Frančiškovih redov ter je deloval v samostanu sv. Frančiška v Kopru, pa tudi v Trstu. Nekateri menijo, da je bil tudi predstojnik Dalmatinske province sv. Hieronima v redu manjših bratov. Mnogo podatkov o njem je še neznanih, a v spominu svojega mesta in frančiškovskih redovnih skupnosti je ostal kot blagi in nadarjeni Frančiškov brat - Blaženi Monaldo.

## Življenje in delo
Tako frančiškanski teolog in nekdanji profesor na več rimskih univerzah Bruno Korošak, kot tudi minorit Ljudevit Maračić (doma iz Premanture pri Poreču), naj bi ugotovila, da je bil Monald rojen v okolici Pirana, v slovenski premožni kmečki družini. Že kot majhnega dečka ga je branja in pisanja naučil eden od piranskih kaplanov. Pri devetih letih so ga poslali k benediktincem v Valdoltro pri sv. Nikolaju, nato pa na študij na pravno fakulteto v Padovo. Tam je slišal pridigati slovitega Antona Padovanskega in se odločil za vstop k manjšim bratom. Z njim naj bi se udeležil tudi generalne skupščine reda v Assisiju (1227) in se srečal s Frančiškom. V letih 1227 do 1230 je bil Anton Padovanski predstojnik Lombardske province in je gotovo ob svojem obisku severovzhodne obale Jadranskega morja, tukaj tudi ustanavljal samostane (Trst, Koper, Poreč). Do podobnih zaključkov pride tudi koprski škof Pavel Naldini v delu Cerkveni krajepis ali opis mesta in škofije Justinopolis, ljudsko Koper, natisnjenem leta 1700.
Po posvetitvi v duhovnika leta 1230 so Monalda poslali v Trst, kjer je bil predstojnik tamkajšnjega samostana. Dejstvo, da so tega leta že bili Frančiškovi manjši bratje tudi v Kopru, navaja Gedeone Pusterla. Zgradil je cerkev Marije Pomagaj v tržaškem starem mestu ali Kavani. 26. maja 1257 je bil imenovan za predstojnika Dalmatinsko-slovanske province, s sedežem v Zadru, ki je obsegala 26 samostanov med Albanijo in Istro. Leta 1266 se je vrnil v Koper, kjer je bil imenovan za gvardijana tamkajšnje bratovščine. Tu je preživel zadnja leta svojega življenja. Dal je zgraditi samostan ter cerkev sv. Frančiška (v povojnem obdobju je v njej bila športna dvorana Gimnazije Koper). Življenjepisci opisujejo Monalda kot blagega človeka. Zaradi njegovega krepostnega, svetega življenja so se mu po smrti leta 1280 ljudje začeli priporočati v svojih potrebah. Pokopan je bil v imenovani cerkvi v kamnitem sarkofagu, ob katerem so se nato pričeli dogajati čudeži, zato so njegovo telo preložili v skrinjo (1617) in jo postavili na oltar za javno čaščenje.

## Begunstvo
Tako je ostalo vse do leta 1806, ko so v času vladavine Napoleona samostan v Kopru ukinili, cerkev sv. Frančiška pa po drugi svetovni vojni spremenili v telovadnico. Svetnikovo telo je "šlo v begunstvo", ki na nek način traja še danes. Frančiškovi bratje so relikvije blaženega Monalda izročili koprskim sestram klarisam. Kmalu so tudi te morale zapustiti svoj samostan in se preseliti k avguštinkam pri sv. Blažu. Po razpustitvi tudi tega samostana leta 1816 so klarise prenesle relikvije v privatno kapelo družine Gravisi, ki se je nahajala ob cesti iz Kopra v Izolo. Tam sta v hiši ob kapeli živeli zadnji dve klarisi, po njuni smrti pa so relikvije shranili v stolni cerkvi. Frančiškan Hijacint Repič (1863–1918), iz Šturij pri Ajdovščini je pri tržaškem škofu Franzu Xavierju Naglu dosegel, da so Monaldove posmrtne ostanke izvedensko pregledali 24. junija 1904 in jih istega leta 1. avgusta vrnili na oltar cerkve sv. Ane in s tem v javno čaščenje.
Leta 1940 so iz samostana sv. Ane zaradi vojne nevarnosti v notranjost Italije odpeljali 65 umetnin, med njimi tudi oltarno sliko nad svetnikovim relikviarijem, ki jo je v 16. stoletju naslikal Hieronim Rizzi. Relikvije blaženega Monalda so v Kopru ostale do leta 1949, ko so jih zaradi strahu pred protiverskimi komunisti, frančiškani beneške province, ki so zapuščali Koper, odpeljali najprej v Benetke nato pa v Trst.

## Summa Monaldina
V času svojega bivanja v Kopru, od leta 1266 dalje, je napisal Summo Monaldino in je v svetovnem merilu pomemben cerkveni pravnik in teolog, saj je sestavil leksikon cerkvene (kanonske) zakonodaje Summa de iure canonico. Knjiga je bila napisana na 600 straneh, z zakoni, razvrščenimi po abecednem redu, ter je bolj znana pod imenom Summa Monaldina. Njeni posamezni listi se hranijo v različnih knjižnicah po Evropi, v Padovi, Pragi, Oxfordu, New Yorku in drugod. Njegov kodeks se hrani tudi v Ljubljani. Summa je bila mejnik v zgodovini prava, zato jo strokovna literatura še danes omenja, navaja in obravnava, hkrati pa je dragocen spomenik istrskokrščanske identitete Kopra. Monaldu pripisujejo še avtorstvo nekaj pridig in teoloških spisov, vendar bi njegovo avtorstvo lahko dokazali le s kritično raziskavo besedil.

## Češčenje
Monald Koprski ni svetnik, ki bi ga uradno razglasila Rimskokatoliška cerkev, a ga v stoletni tradiciji posebej Frančiškovi redovniki častijo kot blaženega. Manjši bratje frančiškani se ga celo spominjajo z godom v molitvi brevirja na dan 6. novembra. V prihodnosti se lahko zgodi, da bo dosegel tudi uradni naziv blaženega, saj so postopki za beatifikacijo že stekli. Italijanski realistični slikar je leta 1939 v baziliki sv. Antona v Padovi v kapeli sv. Frančiška Asiškega na freski upodobil tudi blaženega Monalda.
Ustanove Frančiškanski samostan sv. Ane v Kopru, skupnost Italijanov S. Santorio Koper, Osrednja knjižnica S. Vilharja Koper, župnija sv. Marije Velike v Trstu ter Turistično društvo iz Koštabone so v sodelovanju s tedanjim koprskim škofom msgr. Metodom Pirihom, razglasili t. i. Monaldovo leto, ki se je pričelo 6. novembra 2010 in zaključilo 6. novembra 2011, s slovesnim bogoslužjem. Ob obletnici so izvedli številne kulturne, znanstvene in pastoralne dogodke, posvečene temu pomembnemu Koprčanu. Za naslednjih nekaj let se je načrtovalo še precej dogodkov, med drugim tudi izid Monaldovega življenjepisa ter mednarodni simpozij ob koncu leta 2013.
Danes zapečateno skrinjico s posmrtnimi ostanki bl. Monalda Koprskega hranijo v stranskem oltarju cerkve sv. Marije Velike (Basilica di Santa Maria Maggiore) v Trstu. K Monaldu posebej radi romajo Tržačani z istrskimi predniki.